# Йодиди

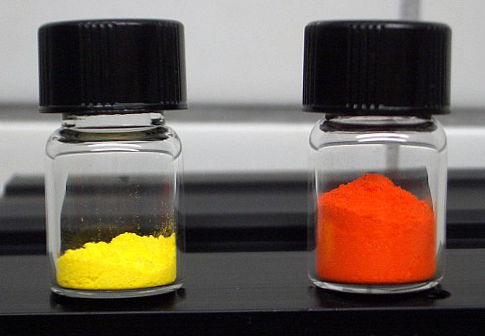
Йодид ртуті(II) у двох алотропних модифікаціях

Йоди́ди — солі йодидної кислоти HI. 
Під терміном йодиди зазвичай йдеться про неорганічні солі йодидної кислоти — сполуки йоду з металами та неметалами окрім вуглецю.

## Поширення у природі

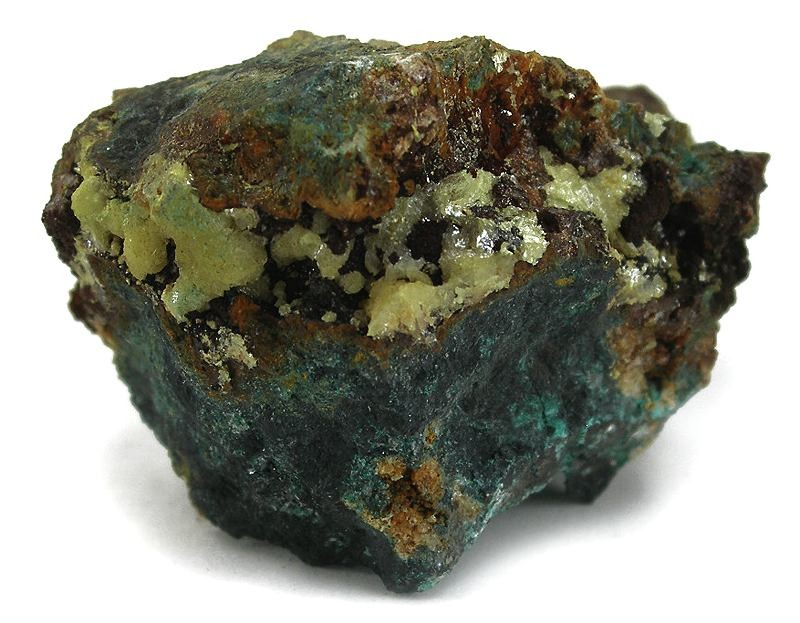
Майєрсит

У природі йодиди є малопоширеними. До природних йодидів належать мінерали йодаргірит AgI, майєрсит (Ag, Cu)I, маршит CuI.

## Фізичні властивості
Йодиди є кристалічними речовинами, із забарвленням від білого (йодиди лужних металів) до жовтого і помаранчевого, а також червоного. Йодиди деяких важких металів (бісмуту, кобальту) можуть мати зелене або чорне забарвлення
Більшість йодидів добре розчиняється у воді, малорозчинними є сполуки Agl, CuI та HgI2.
|      | 0 °C  | 10 °C | 20 °C  | 25 °C  | 30 °C  | 40 °C  | 50 °C  | 60 °C | 70 °C | 80 °C | 90 °C | 100 °C |
| ---- | ----- | ----- | ------ | ------ | ------ | ------ | ------ | ----- | ----- | ----- | ----- | ------ |
| BaI2 | 62,5  | 64,7  | 67,3   | 68, 8  | 69, 1  | 69, 5  | 70,1   | 70,7  | 71,3  | 72,0  | 72, 7 | 73.4   |
| CaI2 | 64,6  | 66,0  | 67,6   | 68,3   | 69,0   | 70,8   | 72,4   | 74,0  | 76,0  | 78,0  | 79,6  | 81,0   |
| CdI2 | 44,1  | 44,9  | 45,8   | 46,3   | 46,8   | 47,9   | 49,0   | 50,2  | 51,5  | 52,7  | 54,1  | 55,4   |
| CoI2 | 58,0- | 61,78 | 65,35  | 66, 99 | 68,51  | 71,17  | 73,41  | 75,29 | 76,89 | 78,28 | 79,52 | 80,70  |
| HgI2 |       |       | 0,0041 | 0,0055 | 0,0072 | 0,0122 | 0,0199 |       |       |       |       |        |
| KI   | 56,0  | 57,6  | 59,0   | 59,7   | 60,4   | 61,6   | 62,8   | 63,8  | 64,8  | 65,7  | 66,6  | 67,4   |
| LiI  | 59,4  | 60,5  | 61,7   | 62,3   | 63,0   | 64,3   | 65,8   | 67,3  | 68,8  | 81,3  | 81,7  | 82,6   |
| NaI  | 61,2  | 62,4  | 63,9   | 64,8   | 65,7   | 67,7   | 69,8   | 72,0  | 74,7  | 74,8  | 74,9  | 75,1   |
| NH4I | 60,7  | 62,1  | 63,4   | 64,0   | 64,6   | 65,8   | 66,8   | 67,8  | 68,7  | 69,6  | 70,4  | 71.1   |
| PbI2 | 0,041 | 0,052 | 0,067  | 0,076  | 0,086  | 0,112  | 0,144  | 0,187 | 0,243 | 0,315 |       |        |
| ZnI2 | 81,1  | 81,2  | 81,3   | 81,4   | 81,5   | 81,7   | 82,0   | 82,3  | 82,6  | 83,0  | 83,3  | 83,7   |

Йодиди також добре розчиняються в полярних розчинниках: спиртах, кетонах, етерах.

## Отримання

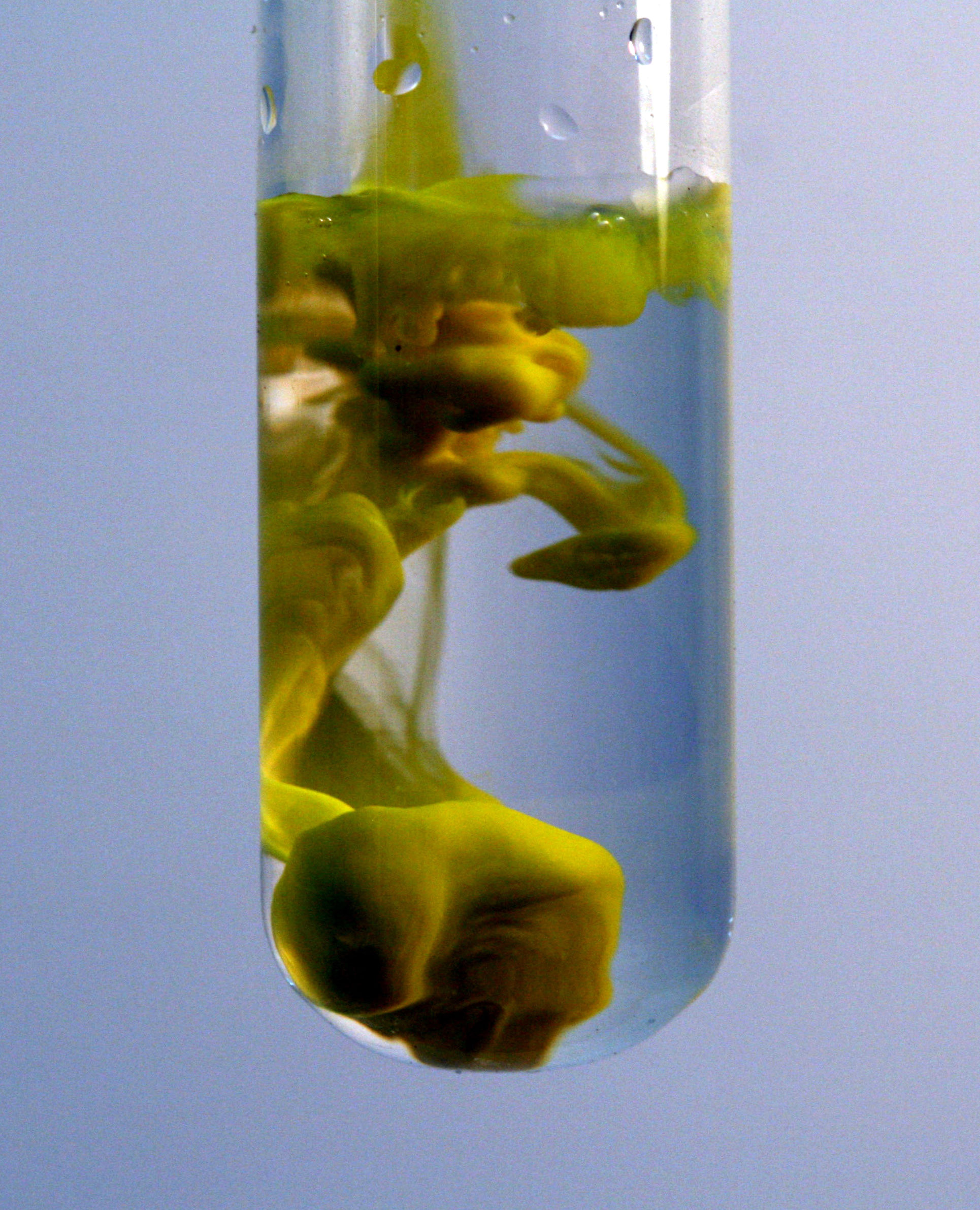
Утворення в розчині осаду йодиду свинцю(II)

Отримання йодидів можливе прямою взаємодією простих речовин:
{\displaystyle \mathrm {2P+3I_{2}\longrightarrow 2PI_{3}} }
{\displaystyle \mathrm {2Al+3I_{2}{\xrightarrow {H_{2}O}}\ Al_{2}I_{6}} }
Найпоширенішим способом є реакція обміну між солями металу та іншими йодидами:
{\displaystyle \mathrm {CoCO_{3}+2HI\longrightarrow CoI_{2}+CO_{2}+H_{2}O} }
Для отримання йодидів тугоплавких металів застосовується термічне галогенування їхніх оксидів (у присутності агенту галогенування):
{\displaystyle \mathrm {3MoO_{2}+4AlI_{3}{\xrightarrow {230^{o}C}}\ 3MoI_{2}+3I_{2}+Al_{2}O_{3}} }
{\displaystyle \mathrm {3TaCl_{5}+5AlI_{3}{\xrightarrow {400^{o}C}}\ 3TaI_{5}+5AlCl_{3}} }

## Хімічні властивості
Йодиди мають схильність до комплексоутворення, хоча значно слабшу, аніж в інших галогенідів. Так, існують сполуки KHgI3, що використовується у приготування реактиву Несслера, Cu2HgI4, Ag2HgI4 тощо.
Йодиди лужних та важких металів є стійкими до нагрівання у кисні й на повітрі, тоді як більшість інших йодидів за нагрівання утворюють оксиди.

## Застосування
Йодиди калію, натрію та амонію застосовують у медицині при нестачі в організмі йоду (ендемічному зобі) та при деяких запальних процесах. Також сполуки використовуються у фотографії.